# Hozumi Harunobu

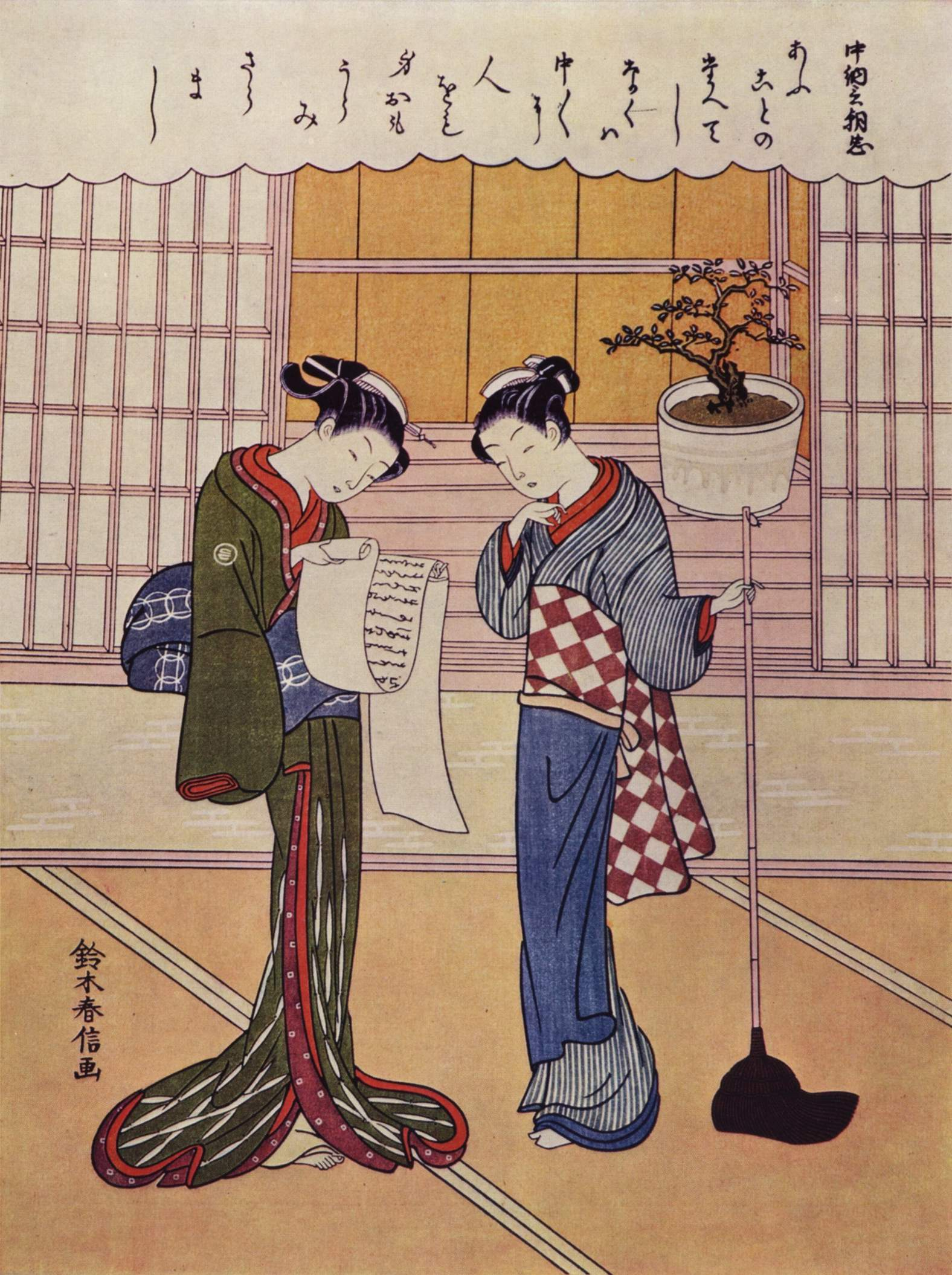

Hozumi Harunobu conhecido como Suzuki Harunobu foi um mestre da estampa japonesa nascido nas proximidades de Período Edo e criador da técnica do nishiki-e (1765) para a produção de estampas do tipo ukiyo-e. Estudou pintura em Quioto com Nishikawa Sukenobu mudando-se posteriormente (1760) para Edo, hoje Tóquio. A sua nova técnica consistia em imprimir por meio de pranchas sucessivas uma ampla variedade de cores na mesma lâmina, o que trouxe maior versatilidade à arte da gravura. Outra de suas inovações foi a preferência pelos temas de interior em lugar dos fundos paisagísticos tradicionais, baseada na representação estilizada da vida cotidiana, inclusive nas famosas cenas eróticas, denominadas de shunga. Morreu em Edo, próximo a Tóquio.